# Тібор Фазекаш
Тібор Фазекаш (угор. Tibor Fazekas, 9 червня 1892 — 11 травня 1982) — угорський ватерполіст.
Учасник Олімпійських Ігор 1912, 1924 років.